# 키마이라 (드라마)
《키마이라》는 2021년 10월 30일부터 2021년 12월 19일까지 방송된 OCN 토일드라마다.

## 기획의도
과거의 연쇄살인 사건과 비슷한 사고가 재발하자 사건의 진범을 찾고 숨겨진 비밀을 파헤치는 드라마

## 제작진

### 연출
- 김도훈, 조록환

### 극본
- 이진매: KBS 2TV 월화미니시리즈 《아이엠 샘》(집필), KBS 2TV 월화미니시리즈 《국가가 부른다》(공동집필), tvN 금토미니시리즈 《구여친클럽》(집필) 등 집필

## 등장 인물

### 주요 인믈
- 박해수 : 차재환(35세) 역 - 강력계 형사
- 이희준 : 이중엽(42세) / 이태영 역 - 외과의사
- 수현 : 유진 해더웨이(34세) 역 - 프로파일러
- 차주영 : 김효경(35세) 역 - 보도국 기자

### 차재환의 주변 인물
- 남기애 : 차은수(60세) / 류성희 역 - 재환의 어머니, 식당 운영. 기억상실증과 치매 증상
- 강신일 : 한주석(60세) 역 - 강력계 팀장, 35년 전 키메라 사건의 담당 수사관

### 중산서 특별수사본부
- 우현 : 배승관(60세) 역 - 중산경찰서장
- 허준석 : 고광수(38세) 역 - 특별수사본부 팀장
- 권혁현 : 이건영(29세) 역 - 특별수사팀 요원
- 윤지원 : 장하나(27세) 역 - 특별수사팀 요원
- 김지훈 : 조한철(42세) 역 - 강력계 형사
- 정영기 : 임필성(38세) 역 - 강력계 형사

### 서륜그룹
- 김귀선 : 이민기(64세) 역

검사 출신 현직 국회의원. 현태와는 고등학교 동창이며 화정의 친오빠다. 35년 전 키메라 연쇄살인 사건의 수사를 맡아 진실을 은폐한다.
- 김호정 : 이화정 (58세) 역

서륜병원 이사장. 현태의 아내. 예민하고 질투심이 많으며, 사업 수완이 뛰어나고 아티스트 기질을 추구해 현대 미술가들의 작품을 수집한다.
- 이기영 : 서현태(64세) 역

서륜그룹 회장. 서륜그룹의 장남 민기와 고등학교 동창, 민기의 동생인 화정에게 의도적으로 접근해 서륜그룹의 회장 자리를 차지했다.

### 그 외 인물
- 김정학 : 김영준 역
- 염동헌 : 손완기 역
- 미상 : 사채업자 역
- 강상원 : 이상우 역
- 류태호 : 양 박사 역
- 허형규 : 윤선호 역
- 미상 : 이중엽의 어머니 역
- 서영화 : 황 마담 역
- 이승훈 : 함용복 역
- 미상 : 정순정 역 - 함용복의 내연녀
- 최홍일 : 김형국 역
- 최희 : 김세정 역
- 이규복 : 강상구 역
- 미상 : 의문의 남성 역
- 송유현 : 유니 역
- 미상 : 이상우의 부인 역
- 이주원 : 어린 이중엽 역
- 김효명 : 젊은 한주석 역
- 권혁범 : 젊은 함용복 역
- 이해운 : 젊은 김형국 역
- 양주호 : 젊은 배승관 역
- 송경의 : 박인상 역
- 미상 : 젊은 서현태 역
- 한지완 : 젊은 류성희 역

## 같이 보기
- 대한민국의 텔레비전 드라마 목록 (ㅋ)
- 2021년 대한민국의 텔레비전 드라마 목록